# Bedford Village Archeological Site
Koordinaten: 40° 2′ 31,2″ N, 78° 30′ 38,4″ W

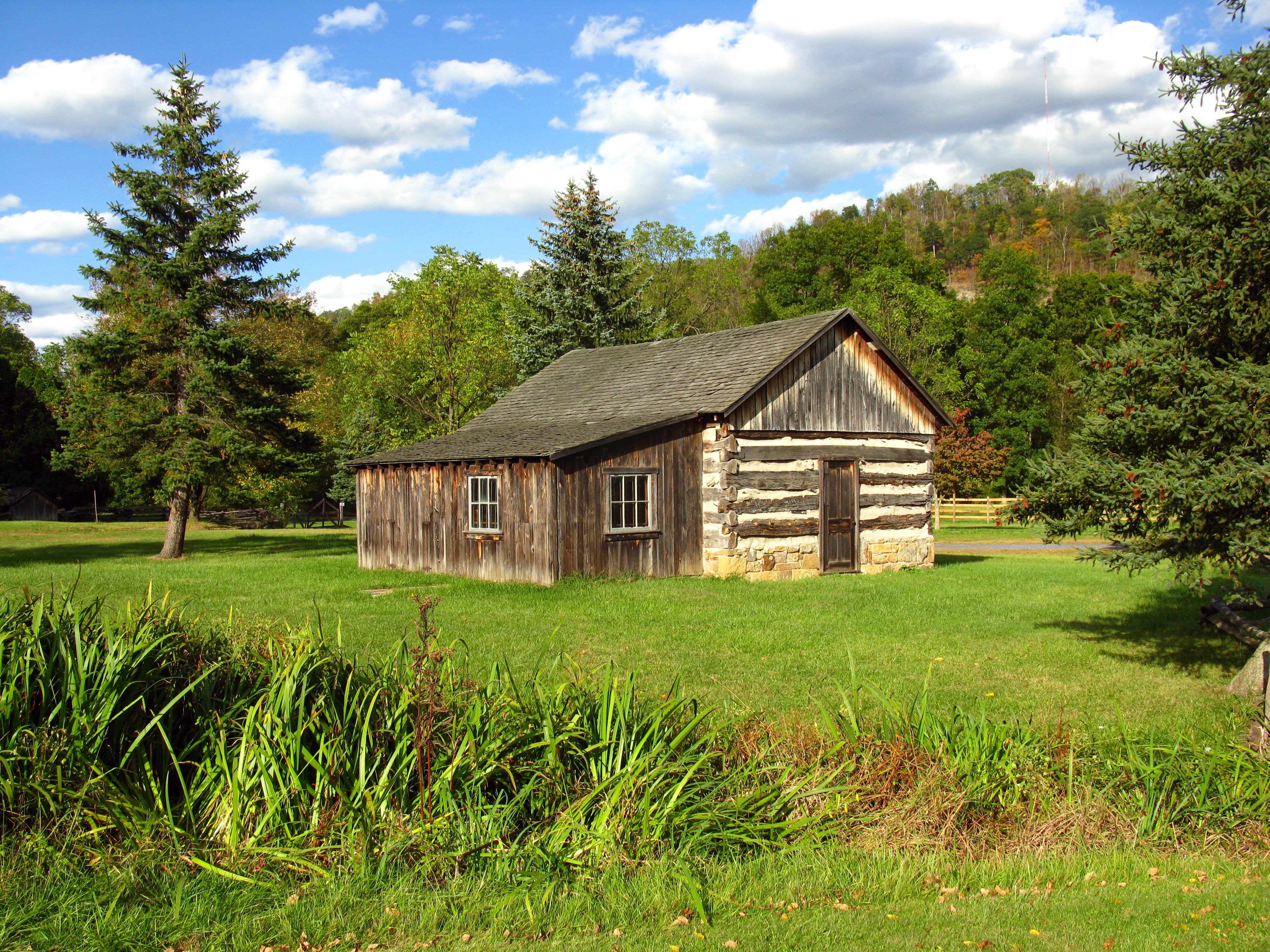
Rekonstruiertes Gebäude im Museumsdorf

Bedford Village Archeological Site (englisch; auch Site 36BD90) ist eine archäologische Fundstätte im Zentrum des Bedford Countys in Pennsylvania in den Vereinigten Staaten. Sie liegt in der Bedford Township nördlich von Bedford und war einst ein Dorf der Monongahela-Kultur. Heute befindet sich an dieser Stelle das Old Bedford Village, ein Freilichtmuseum.:2

## Beschreibung
Die Monongahela-Siedlung, die sich einst an dieser Stelle befunden hat, bestand aus runden Häusern, die von einer Palisade umgeben waren,:4 üblich für solche Siedlungen. Das Dorf entstand am höchsten Punkt einer Terrasse am Raystown Branch des Juniata Rivers oberhalb der sumpfigen Gebiete im Überschwemmungsgebiet des Flusses.:2 Diese Lage ist untypisch für die Monongahela, da diese normalerweise in hochgelegener Lage siedelten, um sich besser verteidigen zu können. Die Dorfbewohner bauten ihre Häuser ähnlich denen in anderen Siedlungen. Von einem Haus im Dorf ist der Durchmesser bekannt, der sich auf etwa sieben Meter belief, wie in den meisten andern Monongahela-Siedlungen. Aufgrund von archäologischen Funden glaubt man, dass das Dorf nur eine kurze Zeitperiode bewohnt war, vermutlich zwei Generationen, irgendwann zwischen 1250 und 1600.:4
Nach der Ankunft europäischer Siedler in dem Gebiet wurde der Hartholzwald gerodet und für viele Jahre Landwirtschaft betrieben. Die Landwirtschaft wurde Mitte der 1970er Jahre eingestellt, als die Bedford County Redevelopment Authority Bundesmittel erhielt, um an der Stelle ein Freilichtmuseum zu errichten. Dieses wurde 1975 und 1976 eingerichtet.:2

## Ausgrabungen
Vor der Schaffung des Freilichtmuseums war die Stelle Ortsansässigen als Fundort von Artefakten bekannt, aber erst nach der Gründung des Museums erkannte man das archäologische Potential der Stätte. Versuchsgrabungen im nördlichen Bereich des Geländes erbrachten 1977 Beweise für die Existenz eines Monongahela-Dorfes und einer Nutzung vor der Monongahela-Kultur, die bis in die späte Archaische Periode zurückreicht.:2 In den Sommermonaten 1979 und 1980 führte die Pennsylvania State University weitere, umfassendere Ausgrabungen an verschiedenen Stellen des Freilichtmuseums durch, wobei Palisadengräben entdeckt wurden, die den Großteil des Dorfes umgaben.:3
Die archäologische Fundstätte wurde durch die Bautätigkeit im Rahmen der Errichtung des Museumsdorfes stark beeinträchtigt, da die Gebäude und Versorgungsleitungen auf der früheren Siedlung entstanden und ein Schotterweg nun über das Gelände führt. Der Einsatz der schweren Maschinen könnte auch Køkkenmøddinger am Rande der Siedlungsterrasse begraben haben. Drei Viertel der Fundstätte blieben durch die Baumaßnahmen unbeeinträchtigt, und es steht nicht zu erwarten, dass durch das Freilichtmuseum weitere Bereiche des Geländes beeinträchtigt werden.:3

## Bedeutung
Die Bedford Village Archeological Site verdeutlicht eine ungewöhnliche Mischung verschiedener Phasen in der Besiedlung der Region durch die amerikanischen Ureinwohner. Es wird für möglich gehalten, dass dieses Dorf, das eine der am weitesten im Osten liegenden Siedlungen der Monongahela-Kultur ist, den Übergang zwischen der Monongahela-Kultur und anderen Völkern im zentralen Pennsylvania darstellt. Die Lage der Siedlung selbst wurde als Beweis für eine Klimaänderung in Nordamerika herangezogen. Demnach soll ein um 1500 kälter werdendes Klima die Monongahela veranlasst haben, ihre auf den Berggipfeln gelegenen Häuser zu verlassen und die wärmeren Flusstäler aufzusuchen.:5
Die aufgeworfenen Fragen bezüglich des Einflusses durch andere Kulturen sind besonders signifikant, weil Artefakte auch an der Shenks Ferry Site im Lancaster County im Osten Pennsylvanias gefunden wurden. Zwar sind diese Beweise nur minimal,:5 es deutet jedoch auf eine kurzfristige Besiedlung der Shenks Ferry Site nach der Anwesenheit der Monongahela-Kultur, da an der dortigen Ausgrabungsstätte Küchenabfälle über einer von der Monongahela-Kultur angelegten Palisade gefunden wurden.:4
Aufgrund von Umfang und Erhaltungsgrad wurde die archäologische Fundstätte in Bedford 1984 in das National Register of Historic Places eingetragen.